# Palau de Gråsten
El palau o castell de Gråsten és un palau situat a la ciutat danesa Gråsten, al municipi de Sønderborg, que pertany a la corona danesa i és la residència d'estiu de la reina Margarida II.
El primer palau fou construït com una petita caseta de caçadors a la meitat del segle xvi. L'any 1603 l'edificació primitiva es cremà i al seu lloc s'hi construí un petit palau, probablement ubicat al mateix emplaçament que l'actual palau.
El canceller danès Frederik Ahlefeldt, propietari de Gråsten des de l'any 1662 i fins al 1682, i el seu fill iniciaren la construcció d'un palau d'estil barroc que es cremà el 1757. Només la capella i alguns petits pavellons sobrevisqueren a aquest incendi. L'ala sud del palau fou reconstruïda el 1759 i la resta de l'antic palau l'any 1842.
L'any 1864 fou assignat com a residència dels prínceps d'Augustenburg i no fou fins a l'any 1920 que entrà a formar part de les residències oficials dels reis de Dinamarca.
A partir de l'any 1920 el palau entrà a formar part de les propietats de la Corona danesa i ja des d'aquesta data es realitzaren les obres de restauració d'aquest. L'any 1935 fou assignada com a residència d'estiu al príncep hereu i després rei Frederic IX de Dinamarca i la seua muller, la princesa Íngrid de Suècia.
La reina Íngrid realitzà importants obres de restauració i d'adequació dels jardins. Les obres de restauració dirigides per ella personalment demostraren una vegada més el bon gust de la sobirana, ja expressat en la restauració del palau de Fredensborg.
El palau fou utilitzat com a residència d'estiu pel rei Frederic IX de Dinamarca i la princesa Íngrid de Suècia fins a les seves morts el 1972 i el 2000 respectivament. Actualment el palau és propietat de l'Estat danès i és gestionat per l'Agència de Palau i Propietats reials i es troba a disposició de la família reial.
Actualment és la residència d'estiu de la reina Margarida II de Dinamarca que continua la tradició de convidar tota la família reial danesa al Palau.